# Ionopsis minutiflora
Ionopsis minutiflora är en orkidéart som först beskrevs av Dodson och N.Williams, och fick sitt nu gällande namn av Franco Pupulin. Ionopsis minutiflora ingår i släktet Ionopsis och familjen orkidéer.
Artens utbredningsområde är Ecuador. Inga underarter finns listade i Catalogue of Life.